# 符騰堡的瑪格達萊娜·威廉明妮
符騰堡的瑪格達萊娜·威廉明妮（德語：Magdalena Wilhelmine von Württemberg，1677年11月7日—1742年10月30日），巴登-杜爾拉赫藩侯夫人，威廉·路德維希的女兒。

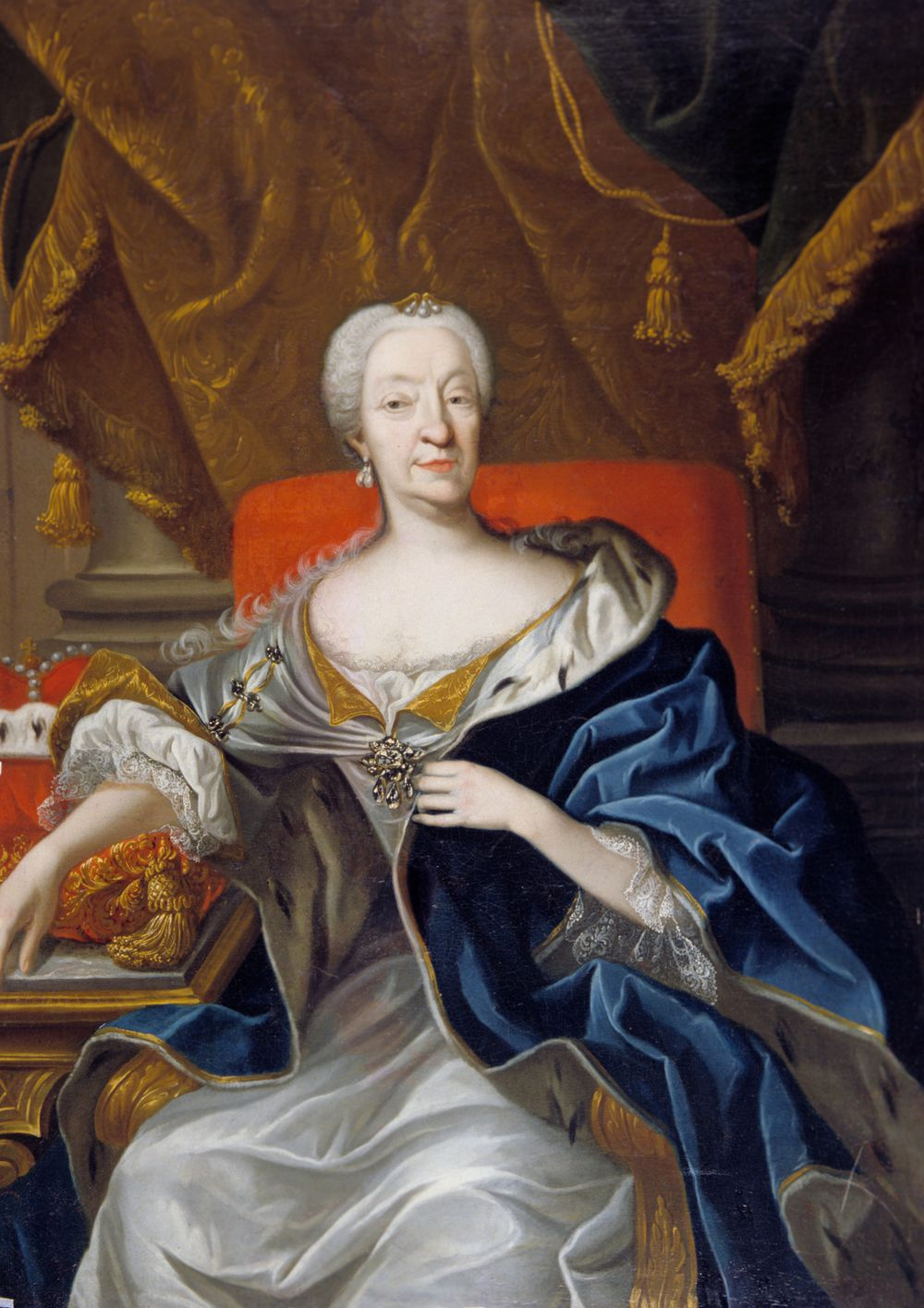
瑪格達萊娜·威廉明妮

## 家庭
1697年，瑪格達萊娜·威廉明妮與卡爾·威廉結婚，兩人共有2子1女：
1. 卡爾·馬格努斯（1701年—1712年），早逝
2. 腓特烈（1703年—1732年）
3. 奧古斯塔（1706年—1709年），夭折